# Adil Hliouat
Adil Hliouat (ur. 1 maja 1979) – marokański piłkarz, grający jako pomocnik.

## Klub

### CODM Meknès
Zaczynał karierę w CODM Meknès.
W sezonie 2011/2012 (pierwszym w bazie Transfermarkt) zagrał 9 meczów i strzelił gola.
W sezonie 2012/2013 rozegrał 24 mecze oraz asystował.

### Dalsza kariera
Od 2015 roku gra w klubie, którego nie ma w bazie Transfermarkt.